# Acompsia tripunctella
Acompsia tripunctella — вид лускокрилих комах з родини виїмчастокрилі молі (Gelechiidae).

## Поширення
Вид поширений у горах Європи (Апенніни, Альпи, Карпати, Балкани), на Кавказі, в Європейській частині Росії та на Забайкаллі. Мешкає на галявинах та узліссі, степових схилах і луках аж до альпійської зони.

## Опис
Розмах крил самців становить 19–23 мм, самиць — 16–18 мм. Передні крила від глинисто-коричневого до сірувато-коричневого кольору, поцятковані світло-сірими, жовто-коричневими та деякими чорними лусочками. Задні крила сірі.

## Спосіб життя
Дорослі особини розлітаються з червня по вересень. Личинки живляться листям подорожника Plantago alpina. Дорослі личинки досягають довжини 12–13 мм. Вони чорно-коричневі з легким зеленуватим відтінком. Зимують личинки в шовковистій трубці, вкритій листовим опадом. Заляльковування відбувається в червні на землі в пухкому коконі.